# Владимир Пантелеј
Владимир, Николајевич Пантелеј (укр. Володимир Миколайович Пантелей; Золочев Харковска област 3. мај 1945 — 17. април 2000) бивши је совјетски и украјински атлетичар специјалиста за трчање на средње стазе а најуспешнији на 1.500 м.

## Спортска биографија
атлетиком се4 почео бавити у средњој школи, После селидбе у Харков почео је тренирати са атлетским стручњаком бави атлетиком. После селидбе у Харков, почео је тренинг под руководством Петра Ивановича Усенка. Године 1962. Пантелеј постаје омладински првак Харкова, а током служења војног рока у редовима совјетске армије био је армијски првак на 800 и 1.500 метара.
Године 1969. на првенству СССР, Пантеле, је победио у трци на 1.500 метара резултатом 3:40,5 и ушао у репрезентацију. Наредне године, освојио је бронзану медаљу на 1. Европском првенству у дворани одржаном у Бечу, резултатом 3:49,8, а у СССР добио је спортску титулу „Мајстор спорта СССР међународне класе”. Следеће године поново на 2. Европском првенству у дворани у Софији осваја сребрну медаљу резултатом националног рекорда 3:41,5) изгубивши злато за само 0,1 сек од Хенрика Шордиковског из Пољске. Учествовао је у атлетским мечевима репрезентација САД и СССР.
Пантелеј је 1972. године учествовао на Летњим олимпијским играма у Минхену. Такмичио се на 1.500 метара, где је у квалификацијама био трећи, у полуфиналу други, а у финалу седми.
После Игара, Пантелеј је покушао да се усавршава на вишим дистанцама од 3.000 и 5.000 метара, али није постигао већи успех, па је 1976. завршио такмичарску каријеру и постао тренер. 
Умро је априла 2000. године у 54. години живота. Меморијална плоча Владимиру Пантелеју поастављена је на згради шклое у родном Злочеву.